# Episcja miedzianolistna

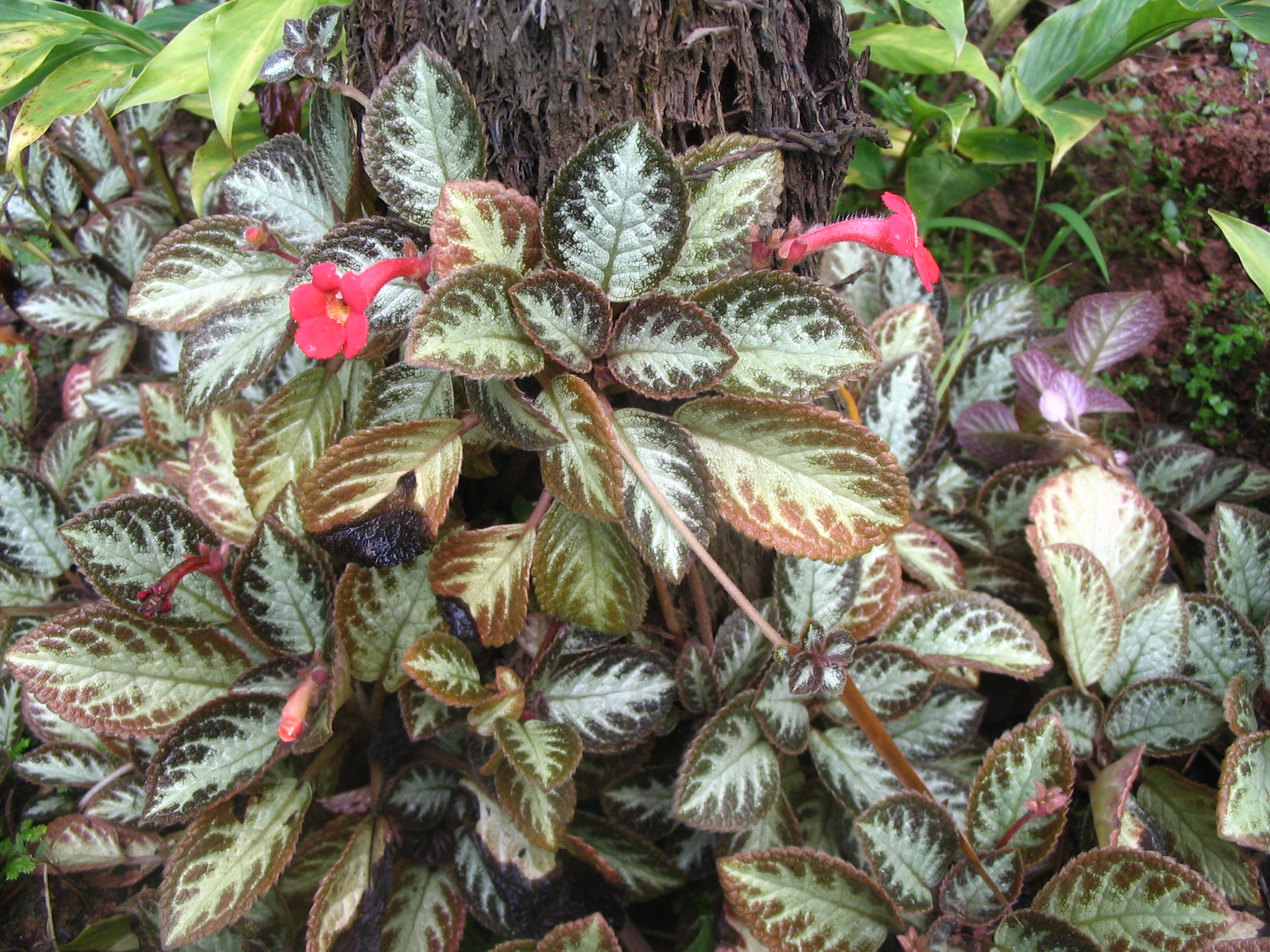

Episcja miedzianolistna (Episcia cupreata (Hook.) Hanst.) – gatunek rośliny z rodziny ostrojowatych (Gesneriaceae). Pochodzi z Ameryki Południowej, z terenów państw Panama, Wenezuela, Brazylia i Kolumbia. Jest uprawiany w wielu krajach świata.

## Morfologia i biologia
PokrójRoślina zielna o pędach płożących i korzeniących się w węzłach.
LiściePojedyncze, eliptyczne do okrągławojajowatych, osiągające do 13 cm długości i 8,5 cm szerokości, owłosione, o wyraźnej nerwacji. Blaszki zwykle są wielobarwne. Od spodu czerwonawe z zielonym paskiem pośrodku, z wierzchu brązowawe i miedziane na obrzeżach oraz białoworóżowe w środku.
KwiatyO długości ok. 3 cm, złożone z 5-działkowego, zielonego kielicha i czerwonej korony w postaci długiej rurki na końcu rozszczepionej na 5 łatek. Kwiaty wyrastają stopniowo przez cały rok, najliczniej wiosną i latem.
OwoceTorebki z licznymi nasionami.

## Zastosowanie
Roślina ozdobna, uprawiana jako roślina pokojowa. Jej walorami ozdobnymi są barwne liście i kwiaty. Wyhodowano wiele kultywarów różniących się deseniem i barwami liści, owłosieniem, a także barwą kwiatów. Wiele z nich to mieszańce, pochodzące od Episcia cupreata i episcji rozesłanej Episcia reptans.

## Uprawa
WymaganiaRoślina pochodzi z lasów deszczowych, wymaga więc dużo ciepła i wilgoci. Największym problemem jest zapewnienie jej wilgotnego powietrza; wymaga to stałego zamgławiania rośliny. Z tego względu najlepiej jest uprawiać ją w szklanych balonach. Nie znosi natomiast ostrego światła, najlepszy jest półcień, nie należy więc ustawiać ja przy oknie południowym, najlepiej przy oknie północnym. Optymalna temperatura to 23-25 °C, w niższej temperaturze rośnie wolno, poniżej 15 °C ginie. Jako podłoże najlepsza jest żyzna, próchniczna ziemia, do której należy dodać kawałki pokruszonego węgla drzewnego. Konieczny jest drenaż na dnie doniczki. Podłoże musi być stale wilgotne,
PielęgnacjaWymaga regularnego podlewania, tak, by ziemia w doniczce nie przeschła, jednak nie może ona być zalana wodą, gdyż powoduje to obumarcie rośliny. W zimie, przy centralnym ogrzewaniu należy roślinę zamgławiać, ale bez polewania liści woda, gdyż powoduje to powstawanie na nich brzydkich plam. Nawozi się wiosną i latem, co 3-4 tygodnie słabym roztworem wieloskładnikowych nawozów do roślin kwiatowych.
RozmnażanieRoślina jest krótkowieczna, zwykle utrzymuje się ją 2-3 lata, potem bowiem staje się nieładna. Łatwo jednak ją wcześniej rozmnożyć. Tworzy wiele rozet, łatwo więc się rozmnaża, przez oddzielenie rozet od starszej, rozrośniętej rośliny. Ukorzenia się je w mieszaninie torfu z piaskiem, w ciepłym pomieszczeniu. Podczas ukorzeniania należy je przykryć szklanym słojem, by zapewnić im stałą i dużą wilgotność. Łatwo też rozmnaża się przez odkłady. Nie wskazane jest natomiast rozmnażanie z nasion; jest czasochłonne, na dokładkę zwykle siewki nie zachowują cech rośliny macierzystej.